# 飯塚康一
飯塚 康一（いいづか こういち、1965年3月10日 -）は、日本の男性音響監督、ラジオ番組ディレクター、ラジオパーソナリティ。

## 人物
- 元はケイエスエス社員として、同社および関連会社のアニメ作品の音響監督や関連ラジオ番組のディレクターを本職とする傍ら、上司のプロデューサー大宮三郎と共に関連イベントの司会を務める。
- その後、トライネットエンタテインメントへ大宮や、部下で音響制作担当の佐藤晴央と共に移籍。その影響で、ケイエスエスは程なくしてアニメ制作から撤退に追い込まれた。
- 大宮との各所での絡み合いは、2004年から2007年までインターネットラジオサイト『音泉』にて、同社提供番組でもある『サブちゃん一家の、だからアニメはやめられない!?』にて放送され、二人の人柄が全国区に知れ渡る事になった。
- トライネットエンタテイメントは、2006年に大宮と共に手掛けた『つよきす Cool×Sweet』を最後にTVアニメから撤退し、その後の飯塚自身もTVアニメ制作から距離を置いていたが、2007年4月にHALF H・P STUDIOに移籍し、2008年の『きかんしゃトーマス』で復帰した。
- ケイエスエス社員時代から2018年頃まで、嘗て同社が手掛け、後にSoftgarageに移管された、アダルトアニメブランドピンクパイナップル作品の音響監督も継続的に務めており、その際の名義は『飯塚康一・飯塚康一RX・神戸康一RX・神戸港一RX』と、視聴者にも解り易い変遷を辿っている。

## 音響監督担当作品

### ケイエスエス
- 下級生（テレビアニメ）
- YU-NO（OVA）
- こみっくパーティー（第2期）（OVA・テレビアニメの1話～4話）
- Refrain Blue（OVA）
- HAPPY★LESSONシリーズ
  - HAPPY★LESSON（OVA）
  - HAPPY★LESSON THE TV（テレビアニメ）
  - HAPPY★LESSON ADVANCE（テレビアニメ）
  - HAPPY★LESSON THE FINAL（OVA）
- Happy World!（OVA）
- 肢体を洗う THE ANIMATION（OVA）
- 夏色の砂時計（OVA）
- Phantom -PHANTOM THE ANIMATION-（OVA）
- Wind -a breath of heart-（OVA）

### トライネットエンタテインメント
- φなる・あぷろーち
- W〜ウィッシュ〜
- こいこい7
- IZUMO -猛き剣の閃記-
- 機動新撰組 萌えよ剣 TV
- はっぴぃセブン 〜ざ・テレビまんが〜
- ラムネ
- 鍵姫物語 永久アリス輪舞曲
- 吉永さん家のガーゴイル
- つよきす Cool×Sweet

### HALF H・P STUDIO
- やなせたかしメルヘン劇場
- ライブオン CARDLIVER 翔
- メジャー (アニメ) - 4thシーズン以降、高桑一から交代。
- 魔法少女リリカルなのはViVid
- Spiritpact
- 100%パスカル先生（テレビアニメ）
- 笑ゥせぇるすまんNEW
- かみさまみならい ヒミツのここたま - 107話以降、中嶋聡彦死去のため交代。

## 演出担当作品
- アウルハウス
- カブラーム！（27話以降）
- きかんしゃトーマス（2008年～）
- ケアベア
- スイチュー! フレンズ
- ぼくらベアベアーズ
- オーバー・ザ・ガーデンウォール
- きみにおうちをプレゼント
- キッドvsキャット
- ピクルスとピーナッツ

## 音響プロデューサー担当作品
- ぼくはこのまま帰らない
- THE レイプマン
- アイドルプロジェクト
- ファイアーエムブレム 紋章の謎
- 超人学園ゴウカイザー
- LEGEND OF BASARA
- To Heart（テレビアニメ）
- こみっくパーティー（第1期）
- らいむいろ戦奇譚（OVA・テレビアニメ）
- 妖精姫レーン(OVA)
- 竜機伝承(OVA)
- KIZUNA -絆- 恋のから騒ぎ
- うさぎちゃんでCue!!
- がぁーでぃあんHearts

## その他
- 愛天使伝説ウェディングピーチ（テレビアニメ）（音響制作担当）
- GOLDEN BOY さすらいのお勉強野郎（OVA）（音響担当）
- 火宵の月〜秋狂言〜（OVA）（音響制作担当）
- クイーン・エメラルダス（OVA）（音響制作担当） - 塚田政宏と連名
- 幻想魔伝 最遊記（テレビアニメ）（音響制作担当） - 塚田政宏と連名
- Piaキャロットへようこそ!! -さやかの恋物語-（劇場アニメ）（録音監督）

## ラジオ番組のディレクター
- アミューズステーション（ラジオ関西）